# Хомс (Лівія)
Хомс, Аль-Хумс (араб. الخمس) — місто, адміністративний центр муніципалітету Ель-Маргаб, Лівія. Населення — 28 976 чол. (на 2010 рік).

## Пам'ятки
Біля Хомса розташований об'єкт Всесвітньої спадщини ЮНЕСКО, Лептіс-Магна — стародавнє місто в області Сиртика. Завдяки своєму плануванню місто отримало назву «Рим в Африці».
| Лівія | Це незавершена стаття з географії Лівії. Ви можете допомогти проєкту, виправивши або дописавши її. |